# Fallen London
Fallen London, initialement Echo Bazaar est un jeu vidéo sur navigateur sorti en 2009 développé par le studio britannique Failbetter Games (en). Les joueurs s’immergent dans un monde victorien gothique ancré autour de la ville éponyme de Londres, qui dans cet univers est tombée en 1862 dans une gigantesque caverne souterraine. Le monde de Fallen London s'étend par la suite dans d'autres jeux du studio : Sunless Sea en 2015, Sunless Skies (en) en 2019 et Mask of the Rose (en) en 2023.

## Trame

### Univers
Quarante années avant les évènements du jeu, Londres, capitale de l'Empire britannique, est la cinquième ville tombée dans la « Neath », une vaste grotte souterraine. Les rues de la ville sont désormais un labyrinthe centré sur le bazar Echo, être sentient contrôlé par les Maîtres du Bazar, des êtres inhumains et mystérieux qui supervisent chacun une différente branche du commerce en ville. Les lois de la physique n'existent plus sans la lumière du soleil ; les horloges et les cartes ne sont plus fiables, les rats et les chats remuent autant la langue que la queue, et la mort n'est souvent qu'un inconvénient temporaire, même si c'est au prix de ne plus jamais voir la lumière du soleil.
Si l'industrie, la pauvreté et la haute société de Londres ont subsisté, ses mœurs sociales strictes ont été bouleversées par de nouvelles factions qui arpentent ses rues. L'enfer possède une ambassade en ville et fait commerce des âmes, au grand dam de l'église. Artistes et universitaires explorent de nouvelles possibilités inimaginables avant la chute. Orphelins, criminels et révolutionnaires vivent à l'abri de la police sur les toits, tandis que des conflits ont lieu dans les rues. Au delà du vaste océan « Unterzee » se trouvent l'empire du « Khanate », le continent antique et l'île hurlante de « Polythreme ».
Les personnes impliquées dans des scandales sont exilées dans les « Tomb Colonies », où les personnes qui ne sont pas encore mortes vivent leurs derniers jours. Les criminels condamnés purgent leur peine dans la prison de NewGate, construite en stalactite au milieu des fausses étoiles du plafond de la caverne. Les personnes décédées (temporairement) sont transportées dans un lent bateau près du pays des morts. Ceux qui succombent aux cauchemars et à la folie sont accueillis à l'hôtel Royal Bethlehem ou glissent dans un royaume des rêves, « Parabola », qui peut parfois être vu au travers des miroirs.

### Personnage
Le joueur joue le rôle d'une personne prisonnière récemment évadée qui va trouver sa propre voie dans la ville et en découvrir les activités légales et illégales. Celle-ci n'a pas besoin d'argent pour survivre et, même si elle choisit une profession pour obtenir un revenu, elle peut publier dans un journal, aller en prison ou jeter des livreurs honnêtes dans la gueule d'une plante mangeuse d'hommes sans que cela ne compromette son emploi.

## Système de jeu
Le jeu consiste à suivre un grand nombre d'histoires courtes appelées « storylets », qui sont souvent imbriquées les unes dans les autres.
Toutes les dix à quinze minutes, le jeu rend disponible une vingtaine de cartes d'action et d'opportunités, qui permettent d'avancer les histoires. Il est possible d'en acheter immédiatement via les mécanismes de free-to-play. Réaliser des actions coûte un certain nombre de cartes qui dépend de l'action.
Des statistiques, appelées « qualities » (qualités), permettent de suivre l'évolution des compétences du personnage et son avancement dans les quêtes. Un personnage peut accumuler des centaines de qualités, qui participent à débloquer des cartes et des histoires,. Le personnage possède aussi quatre compétences principales : « Watchful » (attentif), « Shadowy » (discret), « Dangerous » (dangereux) et « Persuasive » (persuasif), qui sont utilisées pour déterminer la réussite ou l'échec des actions via un pourcentage de chance de succès,. En cas d'échec, la « menace » correspondante est augmentée (respectivement « Nightmares » (cauchemars), « Suspicion » (soupçon), « Wounds » (blessure) et « Scandale » (scandale). Si une des menaces atteint un niveau trop élevé, le personnage est déplacé dans un lieu dépendant de la menace (par exemple l'exil en disgrâce dans les « Tomb Colonies » pour le scandale), ce qui la fait diminuer, mais ajoute des qualités négatives. Lorsqu'une action qui nécessite une certaine caractéristique est tentée, le niveau de la caractéristique en question augmente proportionnellement à la difficulté de la tâche et ce même en cas d'échec de l'action.
Il est possible d'acheter des objets pour améliorer les chances de succès de certaines actions.
Il n'est pas possible de « gagner » à ce jeu, mais il est possible de perdre. Par exemple, une quête intitulée « Seek Mr. Eaten's Name » (trouver le nom de Mr Mangé), dans le thème de la destruction obsessionnelle, impose au joueur de soumettre son personnage à des dégâts répétés, ce qui finit par rendre le personnage définitivement injouable. Toutefois, le jeu met préalablement en garde les joueurs qui s'engagent dans cette quête.
Le jeu a également un aspect multijoueur, les joueurs peuvent en parrainer d'autres et les objets obtenus sont de meilleures qualité en mode coopératif. Il existe aussi un mode PVP mais qui est détaché du reste du jeu.

## Développement
Alexis Kennedy (en) a commencé le développement de Fallen London tout seul, en tant que projet amateur, en juin 2009. Il conçoit l'univers, le site web qui servira de support et écrit le contenu initial. À l'origine, le jeu devait être entièrement basé sur du texte, mais il s'est rapidement rendu compte que des graphismes amélioreraient le projet et a recruté un ami, Paul Arendt, qu'il a voulu rémunérer dès le début, mais ce dernier a finalement négocié un pourcentage des bénéfices.
Le jeu sort en 2009 sur navigateur et était à la base totalement gratuit, avant d'ajouter peu à peu des éléments de free-to-play. Kennedy et Arendt on recruté par la suite plusieurs de leurs amis pour écrire du contenu additionnel.
Le jeu est développé avec l'outil StoryNexus de Failbetter Games, qui est développé en même temps. D'après Kennedy, développer cet outil était la motivation originale derrière la création du jeu. L'entreprise comptait développer cet outil en une plateforme ouverte, mais considère ensuite ce projet comme un échec.
Une version pour iOS et Android sort en 2016, avant d'être retirée en 2018, alors que l'entreprise fait face à des difficultés économiques.
Le développement du jeu continue après sa sortie, sous forme de mises à jour régulières.

## Accueil
Le jeu reçoit des retours positifs, en particulier pour son écriture et son univers. Dan Zuccarelli de Gamezebo considère ce jeu comme un des meilleurs jeux pour navigateur auquel il a joué, relevant l'histoire convaincante sans être écrasante pour le joueur. Adam Smith de Rock, Paper, Shotgun loue son style d'écriture et son univers inventif croulant de lore. Ray Willmott de Pocket Gamer décrit son expérience avec le jeu comme « très personnelle et toujours rafraichissante ».
Dans sa critique de la version bêta sur Black Gate (en), Vito Excalibur qualifie le jeu de « diversion fantastique », tandis que Alana Joli Abbott reconnaît aimer le jeu et souhaite découvrir l'histoire de ce monde.
Toutefois, pour Maciej Miszczyk de Hardcore Gaming 101 (en), ces qualités peuvent être ruinées par les éléments de free-to-play qui ralentissent énormément le jeu et le rendent très répétitif à moins de payer.
Pour Emily Short, le jeu repose presque entièrement sur son environnement. Elle loue la qualité de l'écriture du jeu et son univers cohérent, mais trouve que l'histoire manque d'intrigues. Elle remarque un peu de grinding dans le jeu, mais sans qu'il n'y en ait trop pour l'empêcher d'apprécier le jeu. Après sa critique, Short rejoint l'entreprise Failbetter Games et participe à l'écriture du jeu.
Ce jeu a gagné le prix de « Best Browser-based Game » (meilleur jeu pour navigateur) de The Escapist en 2009.
Début 2020, 10 ans après la sortie du jeu, le nombre de joueurs a légèrement diminué, mais le jeu conserve tout de même une base de joueurs fidèles.

## Postérité
Sunless Sea et sa suite, Sunless Skies, sont des roguelikes dérivés de Fallen London. Le 22 septembre 2018, Failbetter Games sort le jeu SkyFarer RPG, un jeu de rôle sur table fortement narratif, pour accompagner la sortie de Sunless Skies.
Le 18 septembre 2018 sort un préquel de Fallen London, Tales of Fallen London: The Silver Tree. Il s'agit aussi d'un jeu d'aventure sur navigateur, mais qui se déroule 500 ans avant les évènements de Fallen London et se concentre sur les évènements liés à la chute de la quatrième ville, Karakorum, capitale de l'empire Mongol. Un jeu de rôle sur table était alors en développement, mais celui-ci n'a finalement pas abouti.
Le 11 janvier 2020, l'entreprise organise un évènement pour les 10 ans du jeu (correspondant en réalité aux 10 ans d'existence de l'entreprise).
Le 8 juin 2023 sort le jeu Mask of the Rose sur Linux, macOS, Switch et Windows, développé cette fois sur Unity. C'est un préquel de Fallen London, de Sunless Sea et de Sunless Skies.
Parallèlement au jeu, des comics sont publiés par Failbetter Games dans l'univers de Fallen London.